# ميلدريد ألدريش
ميلدريد ألدريش (بالإنجليزية: Mildred Aldrich)‏ هي كاتِبة وصحفية أمريكية، ولدت في 16 نوفمبر 1853 في بروفيدنس في الولايات المتحدة، وتوفيت في 19 فبراير 1928 في المستشفى الأمريكي في باريس ‏ في فرنسا.